# KLK12
KLK12‏ (Kallikrein related peptidase 12) هوَ بروتين يُشَفر بواسطة جين KLK12 في الإنسان.